# Артамонов, Владимир Иванович (государственный деятель)
Влади́мир Ива́нович Артамо́нов (28 августа 1946, Нижний Ломов, Пензенская область — 13 марта 2003, Пенза) — советский и российский государственный и партийный деятель, организатор дорожного строительства. Начальник автодороги «Москва — Самара» (1993—1998). Заместитель председателя Законодательного собрания Пензенской области (1998—2003).
Кавалер ордена «Знак Почёта» (1976).

## Биография
Родился 28 августа 1946 года в городе Нижнем Ломове Пензенской области. После окончания средней школы с августа 1964 года по август 1965 года работал в качестве электрообмотчика в Нижнеломовском райпромкомбинате.
С 1965 по 1970 гг. обучался в Пензенском инженерно-строительном институте по специальности «промышленное и гражданское строительство». За время обучения в институте активно участвовал в работе комсомольской организации, а с 1969 по 1970 гг. работал секретарем ВЛКСМ института.
В июле 1970 года решением бюро обкома ВЛКСМ был утвержден комиссаром областного студенческого строительного отряда при обкоме ВЛКСМ, а в ноябре 1970 года — командиром областного студенческого строительного отряда при обкоме ВЛКСМ.
В марте 1971 года на пленуме обкома ВЛКСМ был избран членом бюро и утвержден заведующим отделом комсомольских организаций обкома ВЛКСМ. С октября 1972 по 1973 год работал секретарем обкома ВЛКСМ.
С 1973 по 1979 гг. — первый секретарь Пензенского обкома ВЛКСМ.
С 1979 по 1983 гг. — первый секретарь Первомайского райкома КПСС г. Пензы.
С 1983 по 1988 гг. — заведующий отделом административных Пензенского обкома КПСС.
С 1988 по 1989 гг. — заведующий государственно-правовым отделом Пензенского обкома КПСС.
С 1989 по 1990 гг. — секретарь Пензенского обкома КПСС.
С 1990 по 1991 гг. — второй секретарь Пензенского обкома КПСС.
С 1991 по 1993 гг. — заместитель главного инженера, первый заместитель начальника объединения «Пензаводмелиорация».
С 1993 по 1998 гг. — начальник автодороги «Москва — Самара», директор Федеральной дирекции автодороги «Москва — Самара», член коллегии Федеральной автомобильно-дорожной службы РФ.
С 1998 по 2003 гг. — депутат Законодательного собрания Пензенской области 2-го и 3-го созывов
С 1998 по 2003 гг. — заместитель председателя Законодательного собрания Пензенской области 2-го созыва (1998—2002) и 3-го созыва (2002—2003).
Владимира Ивановича не стало 13 марта 2003 года. Похоронен на Новозападном кладбище г. Пензы с государственными почестями.

## Награды
- Орден «Знак Почёта» (1976) — за успехи, достигнутые в выполнении заданий 9-й пятилетки;
- Медаль «За заслуги в проведении Всероссийской переписи населения» (2002);
- Почётный знак «Во славу земли Пензенской» (2002)
- Почётный знак ВЛКСМ (1973);
- Памятные знаки ЦК ВЛКСМ, посвященные 50-, 60- и 70-летию Всесоюзной комсомольской организации;
- Почётная грамота Пензенского горкома ВЛКСМ (1970);
- Почётный знак ДОСААФ СССР (1978);
- Почётный знак Гражданской обороны СССР (1987).

## Почётные звания
- Почётный дорожник РФ (1996)[4].

## Память
3 сентября 2004 года постановлением Законодательного собрания Пензенской области имя В. И. Артамонова было присвоено школе села Калиновка Пачелмского района Пензенской области, которая была расположена на территории его избирательного округа, как депутата Законодательного собрания Пензенской области. В школе также создан музей В. И. Артамонова.